# 腓特烈·海因里希 (布蘭登堡-施韋特)
腓特烈·海因里希（德語：Friedrich Heinrich，1709年8月21日—1788年12月12日），布蘭登堡-施韋特藩侯，1771年至1788年在位。

## 家庭
1739年，腓特烈·海因里希與安哈特-德紹親王利奧波德一世的女兒利奧波汀·瑪麗結婚，兩人共有兩個女兒：
1. 路易絲（1750年—1811年），安哈特-德紹親王妃
2. 弗蕾德里克·夏洛特（英语：Friederike Charlotte of Brandenburg-Schwedt）（1745年—1808年），黑爾福德修道院長